# Sinomicrurus
Sinomicrurus – rodzaj jadowitych węży z rodziny zdradnicowatych (Elapidae).

## Zasięg występowania
Rodzaj obejmuje gatunki występujące w Azji (Chiny, Indie, Bangladesz, Nepal, Bhutan, Mjanma, Tajlandia, Laos, Kambodża, Wietnam, Tajwan i Japonia). 

## Systematyka

### Etymologia
Sinomicrurus: gr. σινο- sino- „odnoszące się do Chin”, od Σιναι Sinai „Chińczyk, chiński”; rodzaj Micrurus Wagler, 1824

### Podział systematyczny
Do rodzaju należą następujące gatunki: 
- Sinomicrurus annularis (Günther, 1864)
- Sinomicrurus boettgeri (Fritze, 1894)
- Sinomicrurus gorei (Wall, 1909)
- Sinomicrurus iwasakii (Maki, 1935)
- Sinomicrurus japonicus (Günther, 1868) – wysmuklica japońska[5]
- Sinomicrurus kelloggi (Pope, 1928)
- Sinomicrurus macclellandi (Reinhardt, 1844) – wysmuklica górska[5]
- Sinomicrurus peinani Liu, Yan, Hou, Wang, Nguyen, Murphy, Che & Guo, 2020
- Sinomicrurus sauteri (Steindachner, 1913)
- Sinomicrurus swinhoei (Van Denburgh, 1912)